# Guess
Guess, Inc. – amerykańskie przedsiębiorstwo odzieżowe, założone przez Georges'a, Armanda, Paula i Maurice'a Marciano, czterech braci urodzonych w Algierii, lecz wychowywanych na południu Francji. Do Kalifornii przyjechali w 1977, a markę założyli w 1981 roku. Filia firmy o nazwie Guess by Marciano powstała w 2004 roku.
Twarzami Guess byli lub są: Alessandra Ambrosio, Diora Baird, Ana Beatriz Barros, Drew Barrymore, Carla Bruni, Naomi Campbell, Laetitia Casta, Megan Ewing, Beau Garrett, Bridget Hall, Eva Herzigová, Paris Hilton, Adriana Lima, Jennifer Lopez, Josie Maran, Rachel Nichols, Carré Otis, Claudia Schiffer, Anna Nicole Smith, Kim Smith, Ian Somerhalder, Gigi Hadid.